# رينيه مونس
رينيه مونس (بالألمانية: René Monse)‏ (28 سبتمبر 1968 – 8 يونيو 2017) هو ملاكم ألماني ألماني شرقي راحل، مثّل بلاده في الألعاب الأولمبية الصيفية 1996.

## روابط خارجية
رينيه مونس على موقع بوكس ريك (الإنجليزية) (registration required)
- رينيه مونس على موقع أوليمبيديا (الإنجليزية)